# Kansas Southwestern Railway (1991)

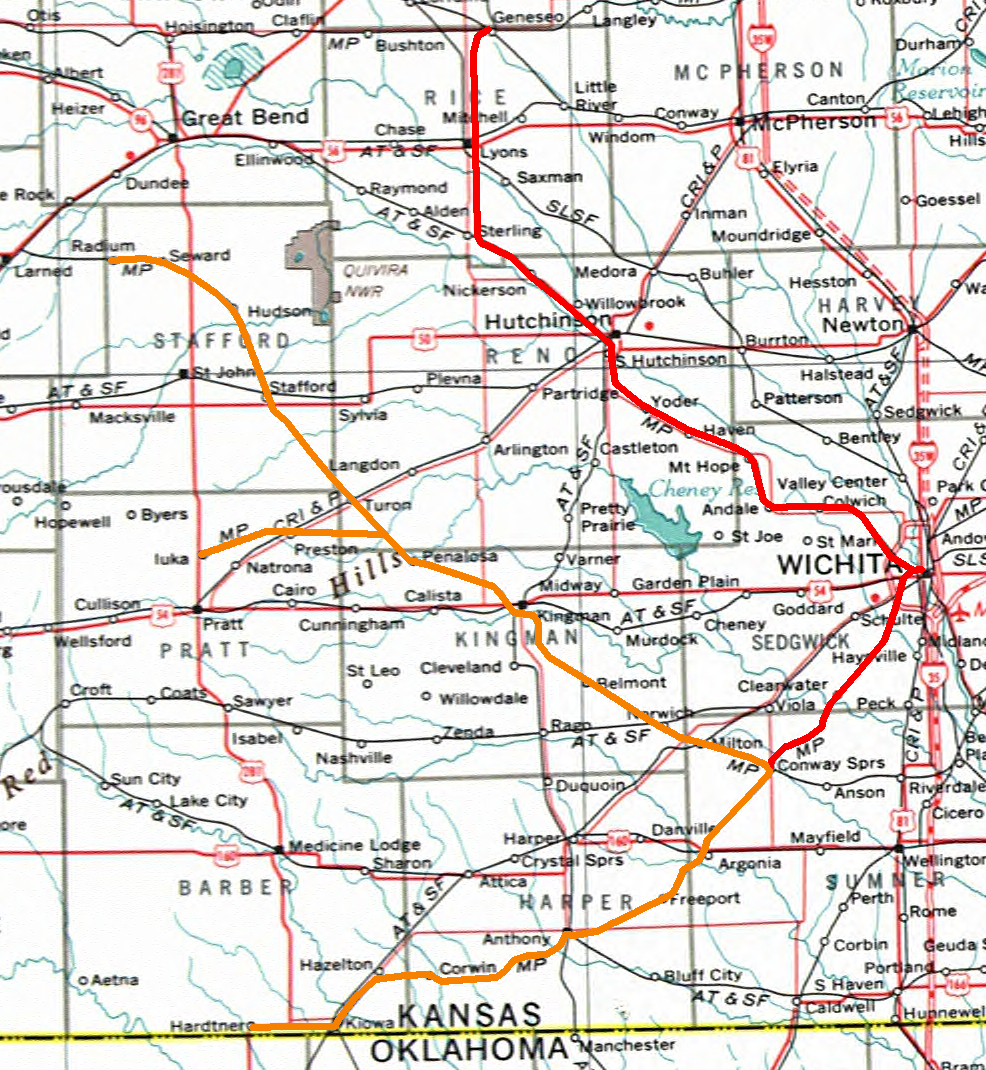
Streckennetz der Kansas Southwestern Railway

Kansas Southwestern Railway (AAR-reporting mark: KSW) war eine Class 3-Eisenbahngesellschaft im Bundesstaat Kansas in den Vereinigten Staaten mit Sitz in Wichita.

## Geschichte
Die Bahngesellschaft wurde 1991 als Tochter des Eisenbahnholdingunternehmens Chicago West Pullman Transportation gegründet, um auf mehreren früheren Strecken der Missouri Pacific Railroad Güterverkehr durchzuführen. Von der Union Pacific Railroad (Nachfolger der MP) wurden ab dem 14. April 1991 folgende Strecken zunächst gepachtet: Wichita–Hutchinson–Geneso (140 km), Wichita–Anthony–Hardtner (153 km) und Conway Springs–Kingman–Radium (154 km). Die Strecke Olcott–Iuka (32 km) konnte wegen rechtlicher Streitigkeiten nicht befahren werden. Mit der Fusion von Chicago West Pullman Transportation und der Railco. Inc des Broe-Konzerns zu OmniTRAX, wechselte auch diese Bahngesellschaft den Eigentümer.
1998 erfolgte der Erwerb der Strecken. In der Folgezeit wurde bis auf die Strecke nach Geneso und den Abschnitt bis Conway Springs der Strecke nach Hardtner alle anderen Strecken stillgelegt. Im April 2000 fusionierte die Gesellschaft in die Central Kansas Railway. Im Juni 2001 erwarb Watco Companies diese Gesellschaft und führte sie als Kansas und Oklahoma Railroad fort.

## Infrastruktur
Übergänge bestanden zur Union Pacific Railroad in Wichita und Geneseo, zur Atchison, Topeka and Santa Fe Railroad in Wichita und Hutchinson.  Wichtigste Transportgüter waren Getreide, Düngemittel, Agrarprodukte und Chemikalien. Mitte der 1990er Jahre wurden jährlich 35.000 Güterwagen befördert.
1996 besaß die Gesellschaft elf Lokomotiven (drei EMD GP7, acht EMD GP9). Einige der Lokomotiven stammten von der Grand Trunk Western Railroad.